# Mazda CX-7
Le CX-7 est un SUV du constructeur automobile japonais Mazda qui fait concurrence aux Chevrolet Equinox et Mitsubishi Outlander aux États-Unis et aux Audi Q5 et BMW X3 en Europe. Il est construit près d'Hiroshima, au Japon. Le Mazda CX-7 dispose d'un grand frère : le Mazda CX-9.

## Caractéristiques techniques

### Motorisations
Le Mazda CX-7 propose trois choix de moteurs et selon les marchés. En essence, un 4 cylindres 2,5 litres de 165 ch ou un 4 cylindres 2,3 litres turbo qui développe 244 ch aux États-Unis. Au Japon, seul ce 2,3 litres turbo, dans une version 238 ch, est disponible.
Depuis le printemps 2009, le CX-7 est livré en Europe avec un turbo diesel 2,2 litres MZR CD de 173 ch.

### Transmission
Le moteur essence de 165 ch est associé à une boîte automatique à 5 vitesses avec un mode manuel. Le moteur de 244 ch est quant à lui livré avec une transmission automatique à 6 vitesses, également doté d'un mode manuel. Les quatre roues motrices, standards en Europe, sont optionnelles sur le 2.3 turbo au Japon et États-Unis et non proposées sur le 2.5 ; le CX-7 est alors une traction.
En Europe, le diesel se marie à une boîte manuelle 6 vitesses.

### Sécurité
Le Mazda CX-7 possède un dispositif de freinage ABS, la répartition électronique de force de freinage, l'assistance au freinage, l'antipatinage et le contrôle de stabilité électronique. Il possède aussi six coussins gonflables (frontaux, latéraux avant et rideaux latéraux).

### Informations supplémentaires
Caractéristiques supplémentaires du Mazda CX-7 :
- diamètre de braquage : 11,4 m
- réservoir de carburant : 69 litres
- capacité de remorquage : 907 kg